# Квенсель, Иса
Иса Квенсель (швед. Isa Quensel, полное имя Anna Lisa (Isa) Quensel; 1905—1981) — шведская оперная певица (сопрано), актриса и педагог.

## Биография
Родилась 21 сентября 1905 года в Гётеборге, была дочерью торговца Роберта Фердинанда Шульца и его жены Анны (Энни) Матильды Филип.
Иса посещала школу Nya Elementarläroverket för flickor в Гётеборге в период с 1913 по 1924 год. Позже продолжила своё образование, обучаясь пению и музыке у Бернарди в Париже в 1926—1928 годах, а затем — актёрскому мастерству у актрисы Наймы Вифстранд и пению у Аделаиды Андреевой фон Скилондз в Стокгольме.
Квенсель рано начала выступать на большой театральной сцене — уже в 1925 году она играла в Стокгольме в Театре Бланш. Однако её настоящий сценический дебют состоялся в 1929 году в пьесе «Rose-Marie» в стокгольмском театре Васатеатерн. На протяжении последующих лет она выступала во многих театрах Стокгольма и Гётеборга, включая Королевскую оперу в Стокгольме и Городской театр Гётеборга.
В 1960-х годах она работала в театральных представлениях на телевидении, появлялась в «Тартюфе», «Мнимом больном», «Настольной игре», «Pojken Winslow» и в «Markisinnan» Ноэла Кауарда, где исполнила заглавную роль. Она снялась примерно в шестидесяти фильмах и телесериалах. На протяжении всей своей карьеры она чередовала комические и драматические роли в театре и кино, в мюзикле и опере.
В 1960—1970 годах Иса Квенсель также была преподавателем пения будущих певцов в Стокгольмской консерватории. Ближе к концу жизни она посвятила много времени новым переводам и редактированию текстов нескольких известных оперетт.
Осенью 1981 года Иса Квенсель и Ларс Хамбл должны были стать постоянными ведущими шоу «Kvitt eller dubbelt» шведского телевидения, но менее чем за час до прямой трансляции актриса потеряла сознание из-за кровоизлияния в мозг и была доставлена в отделение нейрохирургии в Лунде.
Умерла 3 ноября 1981 года в Лунде (по другим данным в Стокгольме). Была похоронена на кладбище Stora Tuna в городе Бурлэнге.

### Личная жизнь
Иса Квенсель четырежды была замужем: в 1927—1929 годах — за бизнесменом Хельге Бэкстрёмом (Helge Bäckström, 1901—1966); в 1930—1933 годах — за киножурналистом Торстеном Квенселем; 1940—1965 годах — за театральным режиссёром Ларсом Эгге; с 1971 года — за художником Ульфом Турином (Bengt Erik Ulf Thurin, 1919—1988). В третьем браке у неё родились дочь Ингрид и сын Петер.